# 黑彩陶器
黑彩陶器(希臘語: 'μελανόμορφα,melanomorpha)是古希臘陶器，在紅底色上繪畫黑色的輪廓。原產於公元前7世紀早期的科林斯，一個世代之後，傳至阿提卡。斯巴達、雅典和希臘的東部地區，也有黑彩陶器．
黑彩陶器蓬勃發展，直到公元前530年，才被紅彩陶器取代，不過也有發現在這年之後才製造的黑彩陶器。

## 製造過程
雅典的花瓶由富含鐵的白色粘土製造，燒後會變成紅橙色；科林斯的則是奶油白色。圖案的輪廓會先在花瓶勾畫出，然後填上用精製粘土製成的塗料。細節會用雕刻工具刻在花瓶上，穿過塗料直達粘土層。然後花瓶會放進約攝氏800度的窯內燒，氧化作用使花瓶變成紅橙色。然後，窯的通風口會封閉，溫度會升高至約攝氏950度，新加進窯的木材會除去氧氣，這時，花瓶會變成黑色。最後階段，窯的通風口重開，讓氧氣進入窯。由於重新氧化，花瓶會變回紅橙色，而圖案仍然保持黑色。